# Tōru Takemitsu
Tōru Takemitsu (武満 徹  Takemitsu Tōru?) (n. 8 octombrie 1930, Tokyo City⁠(d), prefectura Tokyo⁠(d), Japonia – d. 20 februarie 1996, Minato, Tōkyō, Japonia) a fost un compozitor japonez.
Cu toate că în probleme de muzică a fost în mare măsură autodidact, este astăzi recunoscut pentru abilitatea sa subtilă de manipulare a timbrului instrumental și a celui orchestral, muzica lui având ca sursă de inspirație o vastă gamă de stiluri muzicale: jazz, muzică pop, muzică japoneză tradițională, muzică de avangardă etc.
Pentru prima dată a atras atenția criticilor muzicali în 1958 cu compoziția Recviem pentru instrumente cu coarde (compusă în 1957).
Este considerat cel mai de seamă compozitor al secolului al XX-lea din Japonia sau chiar din Asia.

## Viața
Tōru Takemitsu s-a născut la Tokio, dar când avea doar o lună, familia s-a mutat la Dalian în Manciuria, cum se numea atunci provincia chineză sub ocupație japoneză, unde tatăl său își găsise serviciu. Tōru s-a întors în Japonia pentru a urma școala, dar educația i-a fost întreruptă în 1944 de serviciul militar obligatoriu. Experiența avută în armata japoneză naționalistă la o vârstă atât de fragedă va fi una extrem de amară, după cum a relatat el însuși.
După război a lucrat pentru armata de ocupație americană în Japonia, dar fiind deseori bolnav la pat sau internat la spital, a folosit ocaziile să asculte muzică occidentală la postul de radio al forțelor armate americane.
Fără studii muzicale formale, a încercat primele compoziții la vârsta de 16 ani, și a rămas practic autodidact toată viața (cu excepția unei scurte perioade când a studiat cu compozitorul Yasuji Kiyose).
În 1951 a fost unul dintre fondatorii grupului Jikken Kōbō („atelierul experimental”): un grup de artiști interdisciplinari care doreau să evite tradiția artistică japoneză. În această perioadă a compus Saegirarenai Kyūsoku I („odihnă neîntreruptă I”, 1952: o bucată pentru pian, fără puls ritmic regulat sau măsuri), începând totodată să folosească tehnici de înregistrare electronică în compoziții precum Relief Statique (1955) and Vocalism A·I (1956), tehnici pe care începuseră să le folosească și Pierre Schaeffer și Karlheinz Stockhausen.
Când Igor Stravinski a vizitat Japonia în 1958, a ascultat Recviemul lui Takemitsu pentru instrumente cu coarde (cel din 1957) și a fost profund impresionat, lăudând compoziția la o conferință de presă pentru sinceritatea și pasiunea ei.
Audiind în 1961 o piesă de John Cage interpretată de compozitorul Toshi Ichiyanagi, întors recent de la studii în SUA, Takemitsu și-a dat seama că nu este corect drumul pe care și-l alesese, anume de a căuta să evite influențe japoneze în muzica sa, ci că ar trebui mai degrabă să le caute intenționat.

Trebuie să îmi exprim adânca și sincera gratitudine lui John Cage. Motivul este că în viața mea, în dezvoltarea mea, am încercat perioade lungi de timp să evit să fiu japonez, să evit calitățile japoneze. A fost în mare parte datorită contactului cu John Cage că am ajuns să-mi dau seama de valoarea tradițiilor mele.

Încă de la începutul anilor 1960, Takemitsu a început să folosească instrumente tradiționale japoneze în compozițiile sale, ba chiar a învâțat el însuși să cânte la biwa, instrumentul pe care l-a folosit în muzica pentru filmul Harakiri (1962).
În 1967 a fost rugat de Orchestra Filarmonică din New York să compună o piesă pentru a 125-a aniversare a orchestrei. A compus Pași de noiembrie 1, o bucată pentru biwa, shakuhachi și orchestră simfonică. Primul concert în care a fost cântată piesa a fost condus de prietenul său Seiji Ozawa. Piesa a fost circulată mult în Occident, în special după ce a apărut ca fața a 4-a a dublului LP Simfonia Turangalîla a lui Olivier Messiaen.
De la începutul anilor 1970, Takemitsu a fost recunoscut ca unul dintre marii compozitori de avangardă din lume.
Interesul său sporit pentru grădinile japoneze a rezultat în compozițiile Într-o grădină de toamnă (1973), piesă pentru orchestră gagaku și Un stol se lasă jos în grădina pentagonală (1977), piesă pentru orchestră.
În anii 1980 stilul său de a compune a cunoscut o schimbare față de sfârșitul anilor 1970, anume folosirea tot mai desă a materialul diatonic cu referințe la armonii terțe și voci de jazz, însă fără proiectarea unui sens de tonalitate de largă amploare. Multe dintre compozițiile din această perioadă au titluri care au ceva de a face cu apa: Către mare (1981), Copac în ploaie și Ploaia care v-a veni (1982) sau Aud cum visează apa (1987).

## Muzică de film
Un iubitor al filmului încă din tinerețe (a vizionat și câte 300 de filme pe an), Takemitsu a compus muzica pentru peste 100 de filme, printre care unele ale lui  Akira Kurosawa (Dodeskaden și Ran).

## Premii și distincții
A câștigat premii atât în Japonia cât și în străinătate, inclusiv Prix Italia pentru piesa orchestrală Tableau noir în 1958, Premiul Otaka în 1976 și 1981, Premiul criticilor de film din Los Angeles în 1987 (pentru muzica filmului Ran de Akira Kurosawa) și Premiul Grawemeyer în 1994 pentru Fantasma/Cantos.
În Japonia a primit Premiul Academiei de film din Japonia pentru următoarele filme:
- 1979 Ai no borei (愛の亡霊?)
- 1986  Ran (乱?)
- 1990  Rikyu (利休?)
- 1996  Sharaku (写楽?)

A fost membru de onoare al Academiei de arte din RDG (1979), și al Institutului de arte și litere din Los Angeles (1985). A fost primit în  Ordre des Arts et des Lettres din Franța în 1985 și în Académie des Beaux-Arts în 1986. În 1991 a primit Suntory Music Award. Postum a primit al patrulea Premiu Glenn Gould în 1996.
- Premiul Asahi (Japonia), (1985)
- Premiul Maurice Ravel (Franța), (1990)
- Premiul de cultură NHK (Japonia), (1994)

## Decesul
A murit de pneumonie pe când făcea tratament pentru cancer la vezica urinară.

## Compoziții (cu titlul în engleză și japoneză)

### Orchestrale
| - Requiem (弦楽のためのレクイエム), ptr. instr. cu coarde (1957) - Solitude Sonore (ソリチュード・ソノール) (1958) - Tableau Noir (黒い絵画) (1958) - Scene (シーン) (1959) - Music of Trees (樹の曲) (1961) - Coral Island (環礁) (1962) - Colona II (コロナII), for strings (1962) - Textures (テクスチュアズ) (1964) - The Dorian Horizon (地平線のドーリア) (1964) - Arc part.1, part.2 (弧) (part.1 1963-1976, part.2 1964-1976) - Green (グリーン) (1967) - November Steps (ノヴェンバー・ステップス) (1967) - Asterism (アステリズム) (1968) - Crossing (クロッシング) (1969) - Eucalypts I (ユーカリプス I) (1970) - Cassiopeia (カシオペア) (1971) - Winter (冬) (1971) - Autumn (秋) (1973) - Gitimalya - Bouquet of Songs - (ジティマルヤ) (1974) - In an Autumn Garden (秋庭歌一具) (1973, 1979), ptr. orchestră gagaku - Quatrain (カトレーン) (1975) - Marginalia (マージナリア) (1976) - A Flock Descends Into the Pentagonal Garden (鳥は星型の庭に降りる) (1977) - Far calls. coming, far! (遠い呼び声の彼方へ！) (1980) - A Way a Lone II (ア・ウェイ・ア・ローン II) (1981) - Toward the Sea II (海へ II) (1981) - Dreamtime (夢の時) (1981) - Rain coming (雨ぞふる) (1982) - Star-Isle (星・島) (1982) - To the Edge of Dream (夢の縁へ) (1983) | - Vers, l'arc-en-ciel, Palma (虹へ向かって、パルマ) (1984) - Orion and Pleiades (オリオンとプレアデス) (1984) - Riverrun (リヴァラン) (1984) - Dream/Window (夢窓) (1985) - Gémeaux (ジェモー) (1971-1986) - I hear the Water dreaming (ウォーター・ドリーミング) (1987) - Nostalghia - In Memory of Andrej Tarkovskij - (ノスタルジア -アンドレイ・タルコフスキーの追憶に-) (1987) - Twill by Twilight - In Memory of Morton Feldman - (トゥウィル・バイ・トワイライト -モートン・フェルドマンの追憶に-) (1988) - Tree Line (トゥリー・ライン) (1988) - A String around Autumn (ア・ストリング・アラウンド・オータム) (1989) - Visions I.Mystére II.Les yeux clos (ヴィジョンズ I．神秘 II．閉じた眼) (1990) - My way of Life - In Memory of Michael Vyner - (マイ・ウェイ・オブ・ライフ -マイケル・ヴァイナーの追憶に-) (1990) - From me flows what you call Time (フロム・ミー・フロウズ・ワット・ユー・コール・タイム) (1990) - Fantasma/Cantos (ファンタズマ/カントス) (1991) - Quotation the Dream - Say Sea, take me - (夢の引用 - Say Sea, take me -) (1991) - How slow the wind (ハウ・スロー・ザ・ウィンド) (1991) - Ceremonial - An Autumn Ode - (セレモニアル - An Autumn Ode -) (1992) - Family Tree - Musical Verses for Young People - (系図 -若い人たちのための音楽詩-) (1992) - Archipelagos S. (群島S.) (1993) - Fantasma/Cantos II (ファンタズマ/カントス II) (1994) - Spirit Garden (精霊の庭) (1994) - Spectral Canticle (スペクトラル・カンティクル) (1995) - Three Film Scores "José Torres" "The Face of Another" "Black Rain" (三つの映画音楽 『ホゼー・トレス』『他人の顔』『黒い雨』) (1994, 1995) |

### Muzică de film
| - Ginrin (銀輪) (1955) - Crazed Fruit/Juvenile Passions (狂った果実) (1956) - Red and Green/Midnight visitor (朱と緑) (1956) - The Rainy season (つゆのあとさき) (1956) - Cloudburst (土砂降り) (1957) - The country boss (噛みつかれた顔役) (1958) - José Torres (ホゼー・トレス) (1959) - Waiting for Spring (春を待つ人々) (1959) - Dangerous trip/Vagabond Lovers (危険旅行) (1959) - Joking/Love Letters (いたづら) (1959) - Dry Lake/Youth in Fury (乾いた湖) (1960) - The Shrikes (もず) (1961) - Bad Boys (不良少年) (1961) - Atami Blues (熱海ブルース) (1962) - Harakiri (切腹) (1962), regizat de Masaki Kobayashi - Tears in the Lion's Mane (涙を、獅子のたてがみに) (1962) - The Body (裸体) (1962) - Twin Sisters in Kyoto (古都) (1963) - Alone on the Pacific (太平洋ひとりぼっち) (1963) | - She and He (彼女と彼) (1963) - White and Black (白と黒) (1963) - Femeia nisipurilor (砂の女) (1964), regizat de Hiroshi Teshigahara - Kwaidan (怪談) (1964), regizat de Masaki Kobayashi - 21-year-old Father/Our Happiness Alone (二十一歳の父) (1964) - Nippon Escape (日本脱出) (1964) - The Female Body (女体) (1964) - Last Judgement (最後の審判) (1965) - Extraordinary Sasuke Sarutobi/Samurai Spy (異聞猿飛佐助) (1965) - Ultimul samurai (上意討ち 拝領妻始末) (1967), regizat de Masaki Kobayashi - Double Suicide (心中天網島) (1969) - Dodes'ka-den (どですかでん) (1970), regizat de Akira Kurosawa - The Ceremony (儀式) (1971) - Empire of Passion, reg. Nagisa Oshima (愛の亡霊) (1978) - Tokyo Trial/Tokyo Verdict (東京裁判) (1983) - Ran (乱)(1985), regizat de Akira Kurosawa - A Boy named HIROSHIMA (ヒロシマという名の少年) (1987) - Black Rain (黒い雨) (1989), regizat de Shohei Imamura - Rising Sun (ライジング・サン) (1993), regizat de Philip Kaufman - Sharaku (写楽) (1995), regizat de Masahiro Shinoda |

### Muzică de cameră
- Distance de Fée (妖精の距離) (1951, 1989), ptr. vioară și pian
- Concerto de Chambre (室内協奏曲) (1955), ptr. 13 instrumente
- Le Son Calligraphié (ソン・カリグラフィ) (1958, 1960), ptr. instr. cu coarde
- Landscape (ランドスケープ) (1960), ptr. cvartet de coarde
- Ring (リング) (1961), for flaut, chitară și lăută
- Sacrifice (サクリファイス) (1962), ptr. flaut, lăută și vibrafon
- Hika (悲歌) (1966), for violin and piano
- Eclipse (エクリプス<蝕>) (1966), ptr. shakuhachi și biwa
- Stanza I (スタンザ I) (1969), ptr. voce feminină, chitară, vibrafon, harpsichord, pian șiă harf
- Valeria (ヴァレリア) (1965, 1969), ptr. vioară, violoncel, chitară, piccolo și orgă Hammond
- Eucalypts II (ユーカリプスII) (1971), ptr. oboe, flaut și harfă
- Distance (ディスタンス) (1972), for oboe and Sho ad lib.
- Garden Rain (ガーデン・レイン) (1974), for Brass Ensemble
- Bryce (ブライス) (1976), for flute, harp and percussion
- Waves (ウェイブス<波>) (1976), for clarinet, horn, trombone and bass drum
- Quatrain II (カトレーンII) (1977), for piano, clarinet, violin and cello
- Waterways (ウォーターウェイズ) (1978), for harp and vibraphone
- A Way A Lone (ア・ウェイ・ア・ローン) (1980), for Strings quartet
- Toward the Sea (海へ) (1981), for flute and guitar (another version for flute and harp)
- Rain Spell (雨の呪文) (1982), for flute, clarinet, harp, piano and vibraphone
- From far beyond Chrysanthemums and November Fog (十一月の霧と菊の彼方から) (1983), for violin and piano
- Rocking Mirror Daybreak (揺れる鏡の夜明け) (1983), for two violins
- Orion (オリオン) (1984), for cello and piano
- Entre-temps (アントゥル・タン) (1986), for oboe and strings quartet
- Signals from Heaven - Two Antiphonal Fanfares - (シグナルズ・フロム・ヘヴン - Two Antiphonal Fanfares -) (1987), for two horns, piccolo trumpet, four trumpets (also two cornets), four trombones and tuba
- Toward the Sea III (海へ III) (1988), for alto flute and harp
- And then I knew 'twas Wind (そして、それが風であることを知った) (1992), for flute, viola and harp
- Between tides (ビトゥイーン・タイズ) (1993), for violin, cello and piano
- A Bird came down the Walk (鳥が道に降りてきた) (1994), for viola and piano
- Le Fils des Étoiles - Prélude du 1er Acte 'La Vocation' - (星たちの息子 -第一幕への前奏曲『天職』-) (1975), for flute and harp
- Herbstlied (秋のうた) (1993), for clarinet and strings quartet

### Muzică vocală și corală
- Wind Horse (風の馬) (1961-1966)
- Songs for mixed chorus (混声合唱のための「うた」) (1979-92)
- Grass (芝生) (1982)
- Handmade Proverbs - Four Pop Songs - (手作り諺 -四つのポップ・ソング-) (1987)
- Sayonara (さよなら) (1954)
- In a Small Room (小さな部屋で) (1955)
- I just sing (うたうだけ) (1958)
- The Game of Love (恋のかくれんぼ) (1961)
- A Song of ○'s(circles) and △'s(triangles) (○と△の歌) (1961)
- Small Sky (小さな空) (1962)
- La Neige (雪) (1963)
- Unseen child (見えないこども) (1963)
- A Marvelous Kid (素晴らしい悪女) (1963)
- In the Month of March (三月のうた) (1965)
- All that the Man left behind when he died (死んだ男の残したものは) (1965)
- Waltz (ワルツ) (1966)
- The Encounter (めぐり逢い) (1968)
- Glowing Autumn (燃える秋) (1978)
- Wings (翼) (1982)
- To the Island (島へ) (1983)
- Will tomorrow, I wonder, be cloudy or clear? (明日ハ晴レカナ、曇リカナ) (1985)
- All Alone (ぽつねん) (1995)
- Yesterday's spot (昨日のしみ) (1995)
- MI・YO・TA (MI・YO・TA) (1950s/1996)

### Electronică și benzi magnetice
- Static Relief, magnetic tape (1955)
- Vocalism A・I (ヴォーカリズムA・I), magnetic tape (1956)
- ki・sora・tori (木・空・鳥), tape (1956)
- Yūridisu [Eurydice] (1956)
- Sky, Horse and Death (空、馬、そして死) (1958)
- Clap Vocalism (1956–7)
- Dialogue (1957)
- Quiet Design (1960)
- Mizu no kyoku [Water Music] (水の曲) (1960)
- Kwaidan (1964)
- Natsukashino San Francisco [Longed-for San Francisco] (1964)
- Cross Talk (2 bandoneon and tape) (1968)
- Years of Ears [What is Music?] (1970)
- Toward (トゥワード) (1971)
- Wavelength (ウェイブレングス) (1984)
- Mineaporisu no niwa [A Minneapolis Garden] (ミネアポリスの庭) (1986)
- Seijaku no umi [The Sea is Still] (静寂の海) (1986)

### Pentru pian
- Romance (ロマンス) (1949)
- Lento in due movimenti (二つのレント) (1950)
- Uninterrupted Rests (遮られない休息) (1952, 1959)
- Piano Distance (ピアノ・ディスタンス) (1961)
- Corona (コロナ) (London Version) (1962)
- For Away (フォー・アウェイ) (1973)
- Piano pieces for children (こどものためのピアノ小品) (1978)
- Les Yeux Clos (閉じた眼) (1979)
- Rain Tree Sketch (雨の樹素描) (1982)
- Les Yeux Clos II (閉じた眼 II) (1988)
- Litany - In Memory of Michael Vyner - (リタニ -マイケル・ヴァイナーの追憶に-) (1989)
- Rain Tree Sketch II (雨の樹素描 II) (1992)
- Golden Slummbers (ゴールデン・スランバーズ) (1992)

### Pentru flaut
- Masque (マスク) (1959, 1960)
- Voice (声) (1971)
- Itinerant - In Memory of Isamu Noguchi - (巡り -イサム・ノグチの追憶に-) (1989)
- Air (エア) (1995)

### Pentru chitară
- Folios (フォリオス) (1974)
- 12 Songs for Guitar (ギターのための12のうた) (1974, 1977)
- The Last Waltz (ラスト・ワルツ) (1983)
- A Boy Named HIROSHIMA (ヒロシマという名の少年) (1987)
- All in Twilight - Four pieces for guitar - (オール・イン・トワイライト -ギターのための四つの小品-) (1987)
- Bad Boy (不良少年) (1961, 1992)
- A Pieces for guitar - For the 60th birthday of Sylvano Bussotti - (ギターのための小品 -シルヴァーノ・ブソッティの60歳の誕生日に-) (1991)
- Equinox (エキノクス) (1993)
- In the Woods - Three pieces for guitar - (森の中で -ギターのための三つの小品-) (1995)

### Pentru percuție
- Seasons (四季) (1970)
- Munari by Munari (ムナーリ・バイ・ムナーリ) (1967-1971)
- Rain Tree (雨の樹) (1981)
- Cross Hatch (クロス・ハッチ) (1982)

### Altă muzică instrumentală
- Stanza II (スタンザII) (1971), for harp and tape
- Cross Talk (クロス・トーク) (1968), for Bandoneon and tape
- Voyage (旅) (1973), for 3 biwa
- Rain Dreaming (夢見る雨) (1986), for harpsichord
- Paths - In Memoriam of Witold Lutosławski (径 -ヴィトルド・ルトスワフスキの追憶に-) (1994), for trumpet

## Legături externe
- en  Toru Takemitsu: Opere complete
- en  Biografia la Schott Music
- ja  Complete Takemitsu Edition Arhivat în 6 iunie 2007, la Wayback Machine.
- en  Articol Slate mai ales despre muzica de film a lui Takemitsu
- en  Interviu cu Toru Takemitsu
- en  Toru Takemitsu: Opere complete
- ja  Complete Takemitsu Edition Arhivat în 6 iunie 2007, la Wayback Machine.

Exemple audio
- Toru Takemitsu at the Avant Garde Project Arhivat în 2 martie 2009, la Wayback Machine.
- Richard Stoltzman and Chris Comer discuss the Takemitsu Clarinet Concerto Fantasma/Cantos (29 noiembrie 2005)
- Toru Takemitsu – Air, John McMurtery, flaut
- Toru Takemitsu – Voice Arhivat în 26 septembrie 2010, la Wayback Machine., John McMurtery, flaut